# Lambis truncata
Lambis truncata (nomeada, em inglês, Giant spider conch, Truncate spider conch ou Wild vine root; com a subespécie Lambis truncata sebae nomeada Seba's spider conch) é uma espécie de molusco gastrópode marinho pertencente à família Strombidae. Foi classificada por John Lightfoot, nomeada Strombus truncatus em 1786, sendo encontrada no oceano Índico, da África Oriental e mar Vermelho ao golfo de Áden até golfo de Bengala; Indonésia, Filipinas e Polinésia, no oceano Pacífico. Este é o maior e um dos mais amplamente distribuídos membros do gênero Lambis no Indo-Pacífico. Suas conchas são coletadas para o comércio de souvenirs, colecionismo, e ocasionalmente para subsistência alimentar na costa do mar de Andamão e no Quênia.

## Descrição da concha
Conchas chegando a 42 ou 43, mas geralmente atingindo os 28 centímetros de comprimento, quando desenvolvidas; de abertura branca a rosada ou salmão, dotada de 6 projeções externas, similares a chifres, e um alongado canal sifonal. Superfície externa esculpida com estrias e anéis espirais. Conchas de espécimes antigos frequentemente estão desgastadas e incrustadas por algas calcárias, moluscos Vermetidae e tubos de vermes poliquetas.

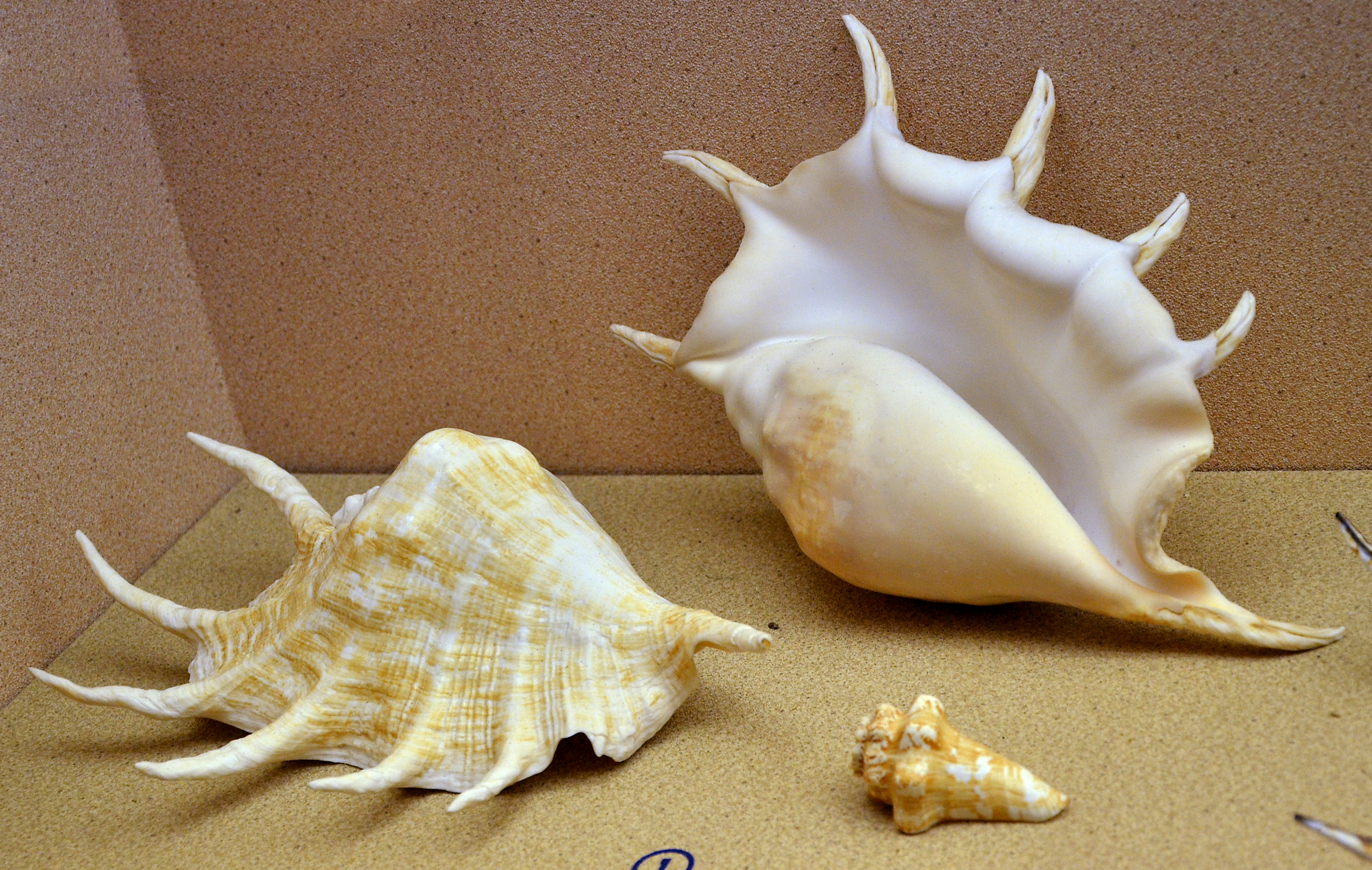
Fotografia de duas conchas de L. truncata em museu de Phuket, junto com uma concha juvenil da espécie.
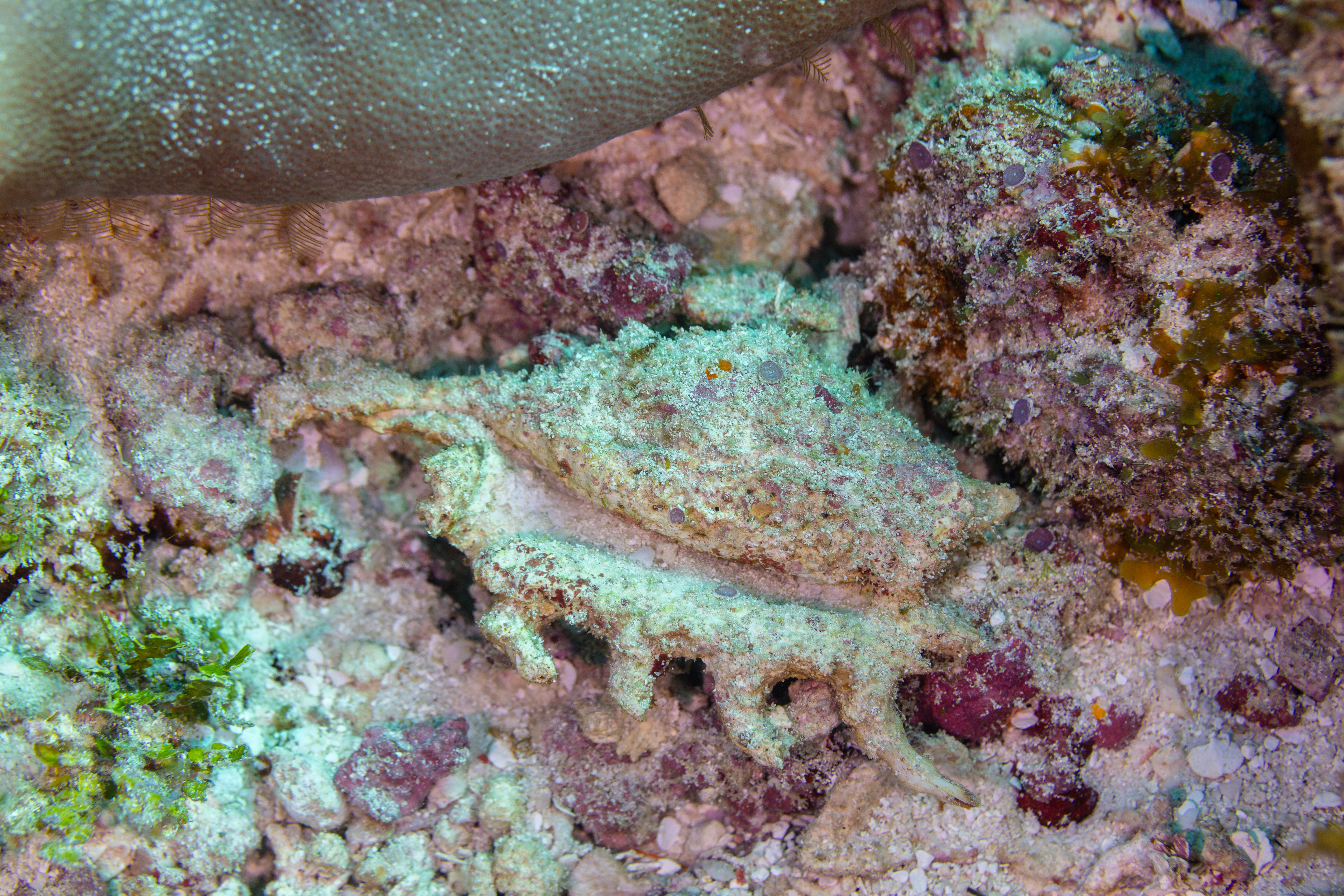
Aspeto da concha no seu habitat natural.
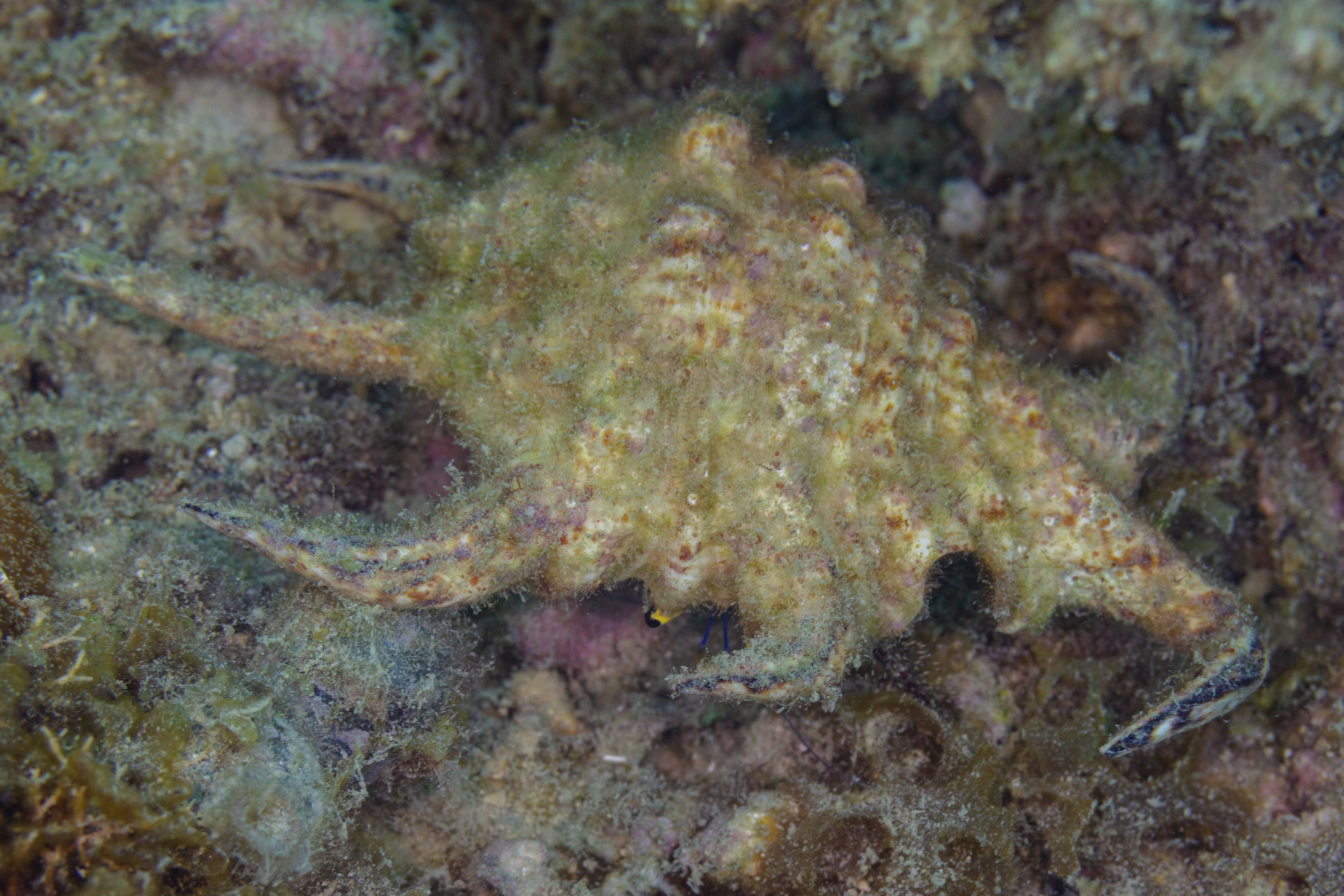
Exemplo na costa da Tanzânia.

## Subespécies
Três subespécies são registradas para esta espécie:
- Lambis truncata truncata ([Lightfoot], 1786)
- Lambis truncata sebae (Kiener, 1843)
- Lambis truncata sowerbyi (Mörch, 1872)[1]

## Etimologia detruncata
A etimologia de truncata provém do latim truncātus, significando "mutilado". O motivo disto é que a subespécie truncata apresenta a sua protoconcha e as cinco primeiras voltas de sua espiral achatadas, quase no mesmo plano; enquanto a subespécie sebae possui uma espiral mais pontiaguda, em suas voltas iniciais.

## Habitat e hábitos
Lambis truncata ocorre em águas rasas da zona nerítica até os 30 metros; encontrada em lagoas rasas até a borda externa dos recifes, coletada manualmente, na maré baixa, nos recifes ou por mergulho.